# جوردن ستوري
جوردن ستوري (بالإنجليزية: Jordan Storey)‏ هو لاعب كرة قدم بريطاني في مركز الدفاع، ولد في 2 سبتمبر 1997 في South Petherton ‏ في المملكة المتحدة. لعب مع بريستون نورث إيند.

## وصلات خارجية
- جوردن ستوري على موقع قاعدة بيانات كرة القدم.إي يو (الإنجليزية)
- جوردن ستوري على موقع Soccerway.com (الإنجليزية)

قالب:تشكيلة بريستون نورث ايند